# Manon Montel
Manon Montel, née à Paris le 30 novembre 1982, est une comédienne et metteuse en scène française. En 2009, elle fonde la compagnie Chouchenko. 

## Biographie
Après une formation à l’École Claude Mathieu et un doctorat de Lettres Modernes, Manon Montel s’engage dans un Master 2 de Management culturel à Dauphine.
Elle est à l’origine de la Compagnie Chouchenko. Fondée en 2009, Manon Montel y pratique un théâtre de répertoire multidisciplinaire, où l’expression corporelle se mêle à la musique pour sublimer le texte. Le comédien se place au centre de la création et il en résulte un jeu sincère et puissant.[Interprétation personnelle ?]
Artiste invitée à Mont-de-Marsan en 2009, elle fait sa première mise en scène avec Horace de Corneille qu’elle reconçoit entièrement en 2021 pour le Grand Théâtre de Calais. À partir de 2010, la Compagnie Chouchenko est associée au Théâtre de Nemours où naît : Alexandre Le Grand de Racine, La Princesse de Clèves d’après Madame de Lafayette, Les Misérables d’après Victor Hugo, 1830 Sand Hugo Balzac de Manon Montel, Dom Juan de Molière et Le Cid de Corneille.
Son travail trouve aussi sa pertinence[Interprétation personnelle ?] lors de collaborations extérieures à la Compagnie : comme metteur en scène avec Mozart 1789 qu’elle co-écrit et met en scène pour la Pépinière Opéra, Le Tour du Monde en 80 jours d’après Jules Verne produit et diffusé par Palkettostage dans toute l’Italie, et comme comédienne sous la direction de Xavier Lemaire et de Florence Camoin.
Engagée dans la transmission[Interprétation personnelle ?], Manon Montel mène une activité d’enseignement et de référente de l’option théâtre au Lycée de la Providence à Vincennes[réf. nécessaire].
Sa création, Roméo et Juliette de Shakespeare est au Festival d’Avignon 2023 dans la Chapelle des Templiers au Théâtre du Petit Louvre.

## Théâtre

### Metteuse en scène[3]
- 2009 : Horace de Pierre Corneille, création à Mont-de-Marsan, tournée et Vingtième Théâtre, Paris[4].
- 2010 : La Princesse de Clèves d'après le roman de Madame de La Fayette, Nemours et tournée.
- 2011 : Alexandre le Grand de Jean Racine, Nemours.
- 2011 : Mozart 1789 de Manon Montel et Michel Cyla d'après Alexandre Pouchkine, en collaboration avec Ecla Théâtre, Pépinière Opéra, Paris[5].
- 2012 : Les Misérables d'après Victor Hugo, Vingtième Théâtre, Paris. Repris en 2014 et 2015[6].
- 2012 : Sand-Hugo-Balzac, de Manon Montel, d'après les œuvres et les correspondances des trois auteurs, Nemours et Paris[7].
- 2013 : Dom Juan de Molière, Vingtième Théâtre, Paris[8].
- 2014 : Le Cid de Pierre Corneille, Vingtième Théâtre, Paris[9].
- 2014 : Le Tour du monde en quatre-vingts jours d'après Jules Verne, en collaboration avec Palkettostage, création à Milan et tournée de 65 représentations en Italie.
- 2015 : Roméo et Juliette de William Shakespeare, Théâtre des Béliers Parisiens, Paris[10].
- 2016 : 1830 Sand Hugo Balzac Tout commence... de Manon Montel, d'après les œuvres et les correspondances des trois auteurs, Avignon Off 2016 [11].
- 2017 : Les Misérables d'après Victor Hugo, Lucernaire, Paris[6],[12].
- 2018 : 1830, Sand-Hugo-Balzac, tout commence au Théâtre de l'Essaïon[13].
- 2019 : Roméo et Juliette de William Shakespeare au Théâtre du Lucernaire, Paris.
- 2021 : Horace d'après Pierre Corneille, mise en scène et adaptation.

### Comédienne[3]
- 2005 : L'Illusion comique de Pierre Corneille, mise en scène Serge Lipsyc, rôle d'Isabelle
- 2006 : Partir où personne ne part , création, mise en scène Jean Bellorini, rôle de Sœur Helen
- 2007 : Les Boulingrin et autres pièces de Georges Courteline, mise en scène Sophie Carnet
- 2008 : La malasangre de Griselda Gambaro, mise en scène Sylvie Artel, rôle de Dolorès
- 2009 : Cyrano de Bergerac d'Edmond Rostand, mise en scène François Lis, rôle de Roxane
- 2010 : Le chat débotté de Catherine Théveneau, mise en scène Sophie Raynaut, rôle de la Belle au bois dormant
- 2010 : La Princesse de Clèves d'après le roman de Madame de La Fayette, mise en scène Manon Montel, rôle de Marie Stuart
- 2011 : Alexandre le Grand de Jean Racine, mise en scène Manon Montel, rôle d'Axiane
- 2011 : Horace de Pierre Corneille, mise en scène Manon Montel, rôle de Camille
- 2012 : Millescenie de Christian Biet, mise en scène Stéphane Drillaud, rôle de la fée Mélusine
- 2012 : Les Misérables d'après Victor Hugo, mise en scène Manon Montel, rôles de Fantine et Gavroche
- 2012 : Sand-Hugo-Balzac d'après les œuvres et les correspondances des trois auteurs, mise en scène Manon Montel, rôle de George Sand
- 2013 : Dom Juan de Molière, mise en scène Manon Montel, rôles d'Elvire et Charlotte
- 2014 : Le Cid de Pierre Corneille, mise en scène Manon Montel, rôle de Chimène
- 2015 : Roméo et Juliette de William Shakespeare, mise en scène Manon Montel, rôle de Juliette
- 2015 : Il ne faut jurer de rien et On ne saurait penser à tout de Alfred de Musset, mise en scène Florence Camoin, rôles de Cécile et de la comtesse de Vernon
- 2016 : La Mère confidente de Marivaux, mise en scène Xavier Lemaire, rôle d'Angélique
- 2017 : Les Misérables d'après Victor Hugo, mise en scène Manon Montel, rôles de Fantine et Gavroche
- 2021 : Horace de Pierre Corneille, mise en scène Manon Montel, rôle de Sabine.